# Alphonce Simbu
Alphonce Felix Simbu (* 14. Februar 1992 in Singida) ist ein tansanischer Langstreckenläufer, der auf Straßenläufe spezialisiert ist.

## Sportliche Laufbahn
Er nahm an den Leichtathletik-Weltmeisterschaften 2015 in Peking teil, bei denen er mit einer Zeit von 2:16:58 h den zwölften Platz im Marathonlauf belegte.
Bei den Sommerspielen 2016 in Rio de Janeiro würde er Fünfter des olympischen Marathonlaufes in 2:11:15 h. Er war Fahnenträger der tansanischen Mannschaft bei der Schlussfeier der Spiele.
Das Jahr 2017 begann für Simbu im Januar mit dem Sieg beim Mumbai-Marathon in 2:09:32 h. Seine Marathon-Bestzeit erzielte er beim London-Marathon 2017 mit 2:09:10 h. An gleicher Stelle gewann er bei den Weltmeisterschaften 2017 hinter dem Kenianer Geoffrey Kirui und dem Äthiopier Tamirat Tola in 2:09:51 h die Bronzemedaille im Marathonlauf.
Bei den Olympischen Sommerspielen 2020 kam Simbu unter schwierigen klimatischen Bedingungen in der Zeit von 2:11:35 h als Siebter ins Ziel.